# Benthophiloides brauneri
Benthophiloides brauneri és una espècie de peix de la família dels gòbids i de l'ordre dels perciformes.
Els mascles poden assolir 7,2 cm de longitud total i les femelles 5,1.
Els ous són grossos i presenten forma de pera.
Menja larves de quironòmids, petits crustacis i gastròpodes.
És un peix de clima temperat i demersal.
És inofensiu per als humans.
Es troba a Euràsia: els rius i estuaris de la mar Negra, la Mar d'Azov i la mar Càspia.